# Двадесетпрва египатска династија
Двадесетпрва египатска династија заједно са 22. 23. 24. и 25. династијом чине период у историји старог Египта, који је познат под називом Трећи прелазни период, који је трајао између 1069. и 747. године п. н. е. Током ове династије фараони су владали из Таниса и владали су углавном подручјем Доњег Египта.

## Фараони Двадесетпрве египатске династије
Познати владари ове династије су:
- Смендес (владао од 1077. п. н. е. - 1051. п. н. е.)
- Аменемнис (владао од 1051. п. н. е. - 1047. п. н. е.)
- Псусенес I (владао од 1047. п. н. е. - 1001. п. н. е.)
- Аменемопе (владао од 1001. п. н. е. - 992. п. н. е.)
- Осоркон Старији (владао од 992. п. н. е. - 986. п. н. е.)
- Сиамун (владао од 986. п. н. е. - 967. п. н. е.)
- Псусенес II (владао од 967. п. н. е. - 943. п. н. е.)